# Mary Star of the Sea
Mary Star of the Sea è il primo e unico album realizzato dagli Zwan; è stato pubblicato nel 2003.

## Tracce
1. Lyric – 3:20
2. Settle Down – 5:28
3. Declarations of Faith – 4:20
4. Honestly – 3:47
5. El Sol – 3:41
6. Of a Broken Heart – 3:56
7. Rid a Black Swan – 4:56
8. Heartsong – 3:10
9. Endless Summer – 4:24
10. Baby Let's Rock! – 3:43
11. Yeah! – 3:08
12. Desire – 4:17
13. Jesus, I/Mary Star of the Sea – 14:06
14. Come with Me – 4:03
15. Extra Track – 3:47